# Fußball-Verbandsliga Mittelrhein 1977/78
Die Verbandsliga Mittelrhein 1977/78 war die 22. Spielzeit und letzte Spielzeit der Verbandsliga Mittelrhein, die von 1956 bis 1978 die höchste Spielklasse im mittelrheinischen Amateur-Fußball der Männer war. Bis 1978 stellte diese Liga zusammen mit den Verbandsligen Niederrhein und Westfalen den Unterbau zur 2. Bundesliga dar und war im damaligen deutschen Fußball-Ligasystem drittklassig. 1978 wurde die Oberliga Nordrhein als neue dritthöchste deutsche Spielklasse unter der 2. Bundesliga eingeführt.

## Saisonabschluss
Der SC Viktoria Köln wurde Mittelrheinmeister. In der Aufstiegsrunde zur 2. Bundesliga Nord wurden die Höhenberger Sieger in der Gruppe Nord A und stiegen in die 2. Bundesliga auf.
Der Tabellenzweite SV Baesweiler 09 nahm als mittelrheinischer Vertreter an der deutschen Amateurmeisterschaft 1978 teil und schied im Viertelfinale aus. 
Die Vereine auf den Plätzen 2 bis 10 qualifizierten sich für die neugeschaffene Oberliga Nordrhein, die Vereine der Plätze 11 bis 14 verblieben in der nun viertklassigen Verbandsliga. Der SC Brühl 06/45 und der Oberbrucher BC 09 stiegen in die Landesliga Mittelrhein ab.

## Abschlusstabelle
| Pl. | Verein                   | Sp. | Tore   | Punkte |
| --- | ------------------------ | --- | ------ | ------ |
| 01. | SC Viktoria Köln         | 30  | 85:026 | 54:06  |
| 02. | SV Baesweiler 09         | 30  | 63:033 | 43:17  |
| 03. | Bonner SC (A)            | 30  | 65:036 | 42:18  |
| 04. | 1. FC Köln Amat. (M)     | 30  | 62:027 | 37:23  |
| 05. | SC Jülich 10             | 30  | 55:046 | 35:25  |
| 06. | TuS 08 Langerwehe        | 30  | 52:029 | 34:26  |
| 07. | Siegburger SV 04         | 30  | 49:042 | 34:26  |
| 08. | Blau-Weiß Niederembt (N) | 30  | 52:056 | 33:27  |
| 09. | FV Bad Honnef (N)        | 30  | 39:043 | 30:30  |
| 10. | Borussia Brand           | 30  | 50:043 | 28:32  |
| 11. | VfL Köln 99              | 30  | 48:057 | 25:35  |
| 12. | SG Düren 99              | 30  | 31:057 | 21:39  |
| 13. | Godesberger FV 08        | 30  | 43:067 | 20:40  |
| 14. | Westwacht Aachen         | 30  | 39:062 | 19:41  |
| 15. | SC Brühl 06/45           | 30  | 28:100 | 13:47  |
| 16. | Oberbrucher BC 09        | 30  | 37:074 | 12:48  |

| (M) | Mittelrheinmeister 1976/77     |
| (N) | Aufsteiger aus den Landesligen |